# Покровская церковь (Киев)
Покро́вская це́рковь — православный каменный храм, сооружённый в Киеве на Подоле в 1772 году по проекту архитектора И. Г. Григоровича-Барского на месте старой деревянной церкви. Является памятником архитектуры Украины.

## История
В середине XV века рядом с существующим ныне зданием храма располагалась армянская церковь Рождества Богородицы. 17 августа 1651 года в Киев ворвалось войско литовского гетмана Януша Радзивилла, в результате чего армянская церковь была сожжена — остатки её фундаментов были исследованы в 1975 году Киевской археологической экспедицией. В 1685 году рядом с этим местом и была построена деревянная Покровская церковь. Эта церковь была разобрана, и на её месте построена новая каменная церковь, по проекту архитектора И. Г. Григоровича-Барского.
Относительно года строительства существует две версии: первая — 1772 год, вторая — 1766 год. Хотя обе версии документально обоснованы, современные историки и археологи склоняются ко второй.
Во время пожара 1811 года храм достаточно сильно пострадал. При восстановлении купола в стиле барокко, его заменили на купол в стиле классицизма, было также упразднено деление церкви на верхнюю и нижнюю, демонтировали лестницы у крылец. Декор фасадов был восстановлен лишь частично. В 1824 году к западному фасаду пристроили двухэтажный объём новой тёплой церкви. Крыльца с аркадой, выступающие на северном и южном фасадах, вели в верхнюю церковь. Иконостас был выполнен в середине XIX века архитектором И. В. Штромом.
В разное время Покровский храм использовали для разных целей. С 1933 по 1946 годы в нём располагалось отделение Киевского областного архива. С 1946 года тёплая церковь была передана в пользование православной общины. В 1946 году и 1948 году храм ремонтировали. Вскоре храм полностью перешёл к православной общине. В 1950 году начался капитальный ремонт церкви, после которого значительно изменились конструкции куполов и кровли, были воссозданы цоколь и карнизы. В 1960 году отремонтированный на церковные средства храм был закрыт. С 1969 года его помещения арендовало украинское общество охраны памятников истории и культуры. Основной объём храма использовался под склады, а в тёплой церкви размещался производственный цех. В 1970 годах в церкви проведены реставрационные работы, основанные на исторических справках об архитектурном ансамбле. В 1981-82 гг. храм снова реставрировали.
Сегодня храм принадлежит ПЦУ.

### Колокольня
Колокольня расположена на северо-запад от церкви. Первоначально второй ярус колокольни был деревянным и уничтожен вместе с завершением во время пожара 1811 года. Строительство второго кирпичного яруса колокольни было закончено до 1831 года. Колокольня кирпичная квадратная в плане двухъярусная. Завершена главой со шпилем. В 1971 году колокольня была отреставрирована.

## Описание храма
Архитектурный ансамбль состоит из самой церкви XVIII века, двухэтажной пристройки, обустроенной в начале XIX века, и колокольни. Двор храма частично ограждён кирпичным забором с воротами и частично — металлической решёткой на ажурной кирпичной парапетной стене. В центре находится кирпичная аркада с воротами и калитками.
Храм — продолговатый в плане, имеет три купола, а также полукруглые и высокие выступы с трёх сторон. По типу композиции храм принадлежит к типу украинских трёхглавых трёхсрубных церквей — прослеживается переход к типу крещатых храмов.
Декор фасадов выполнен с характерными для И. Г. Григоровича-Барского волютными завитками, использована выразительная лепка капителей. Храм имеет круглые и крестообразные окна, разнообразных форм сандрики и изящный профиль карнизов.
Иконостас выполнен в 1990-х гг. архитектором В. Слободюком; резьба: В. Свернюком и В. Паромболем; иконография: Ф. Гуменюка, А. Гончара; золочение: Д. Леус.

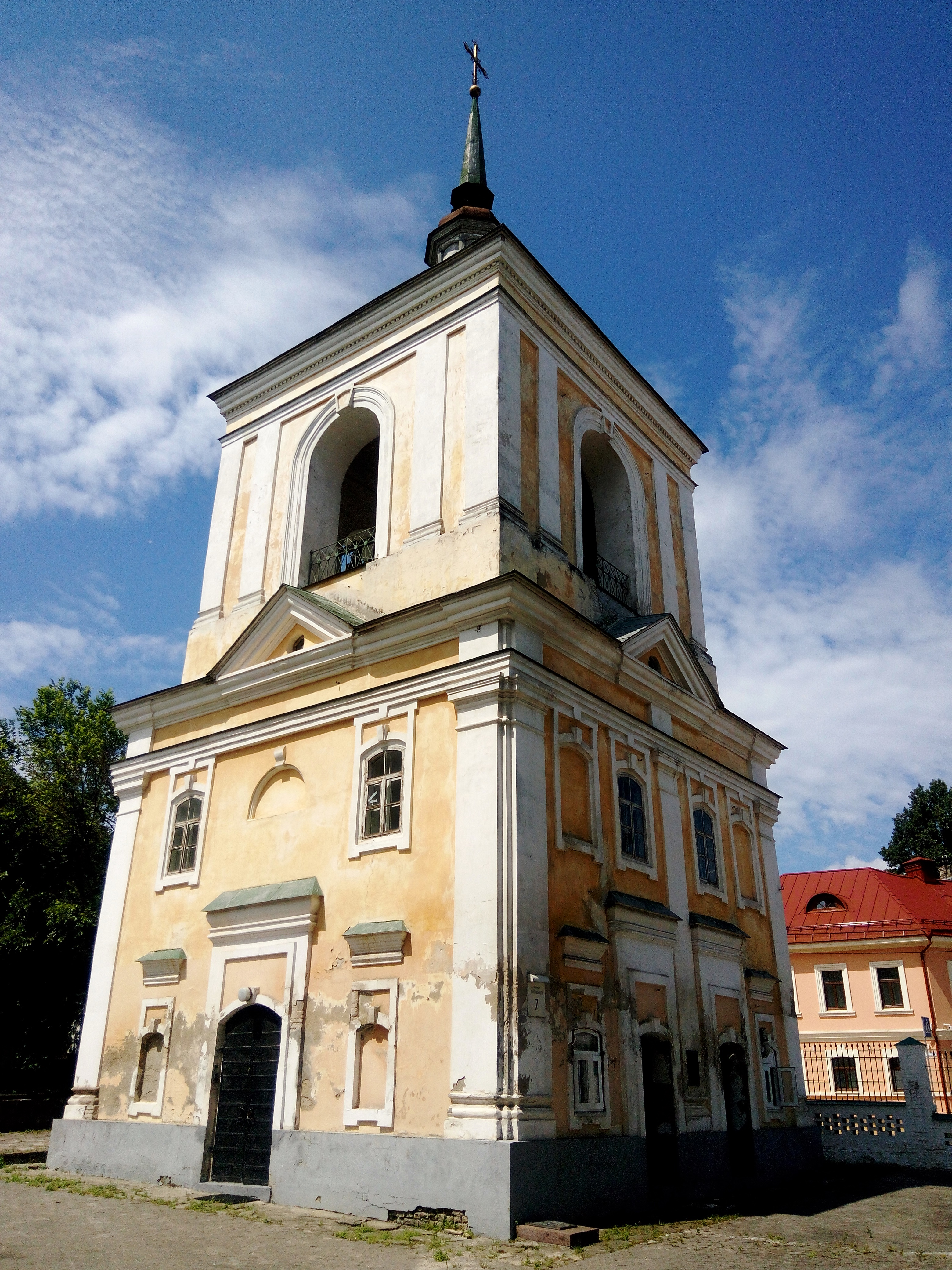
Колокольня
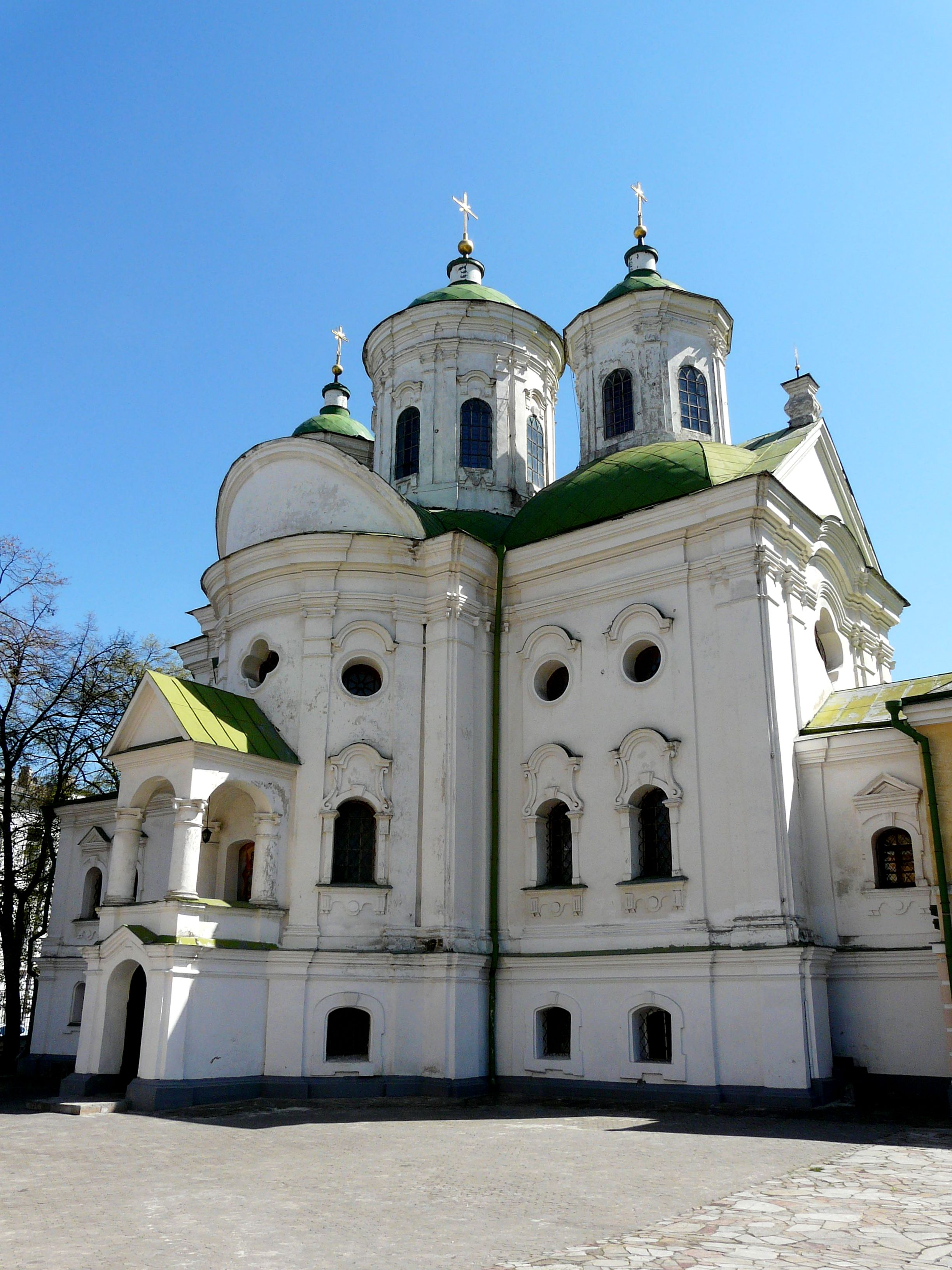
Вид с улицы Боричев Ток
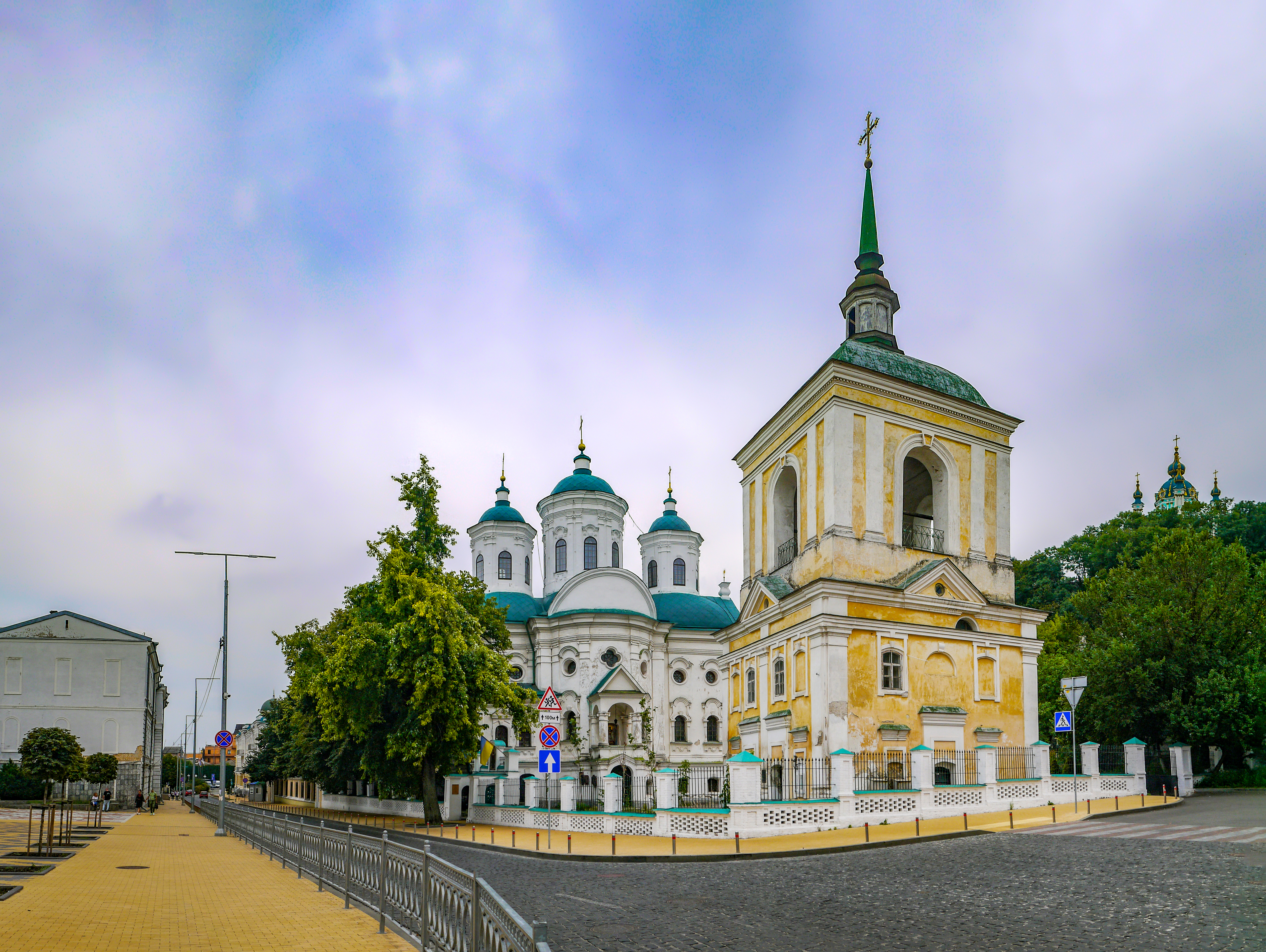
Вид с Покровской улицы
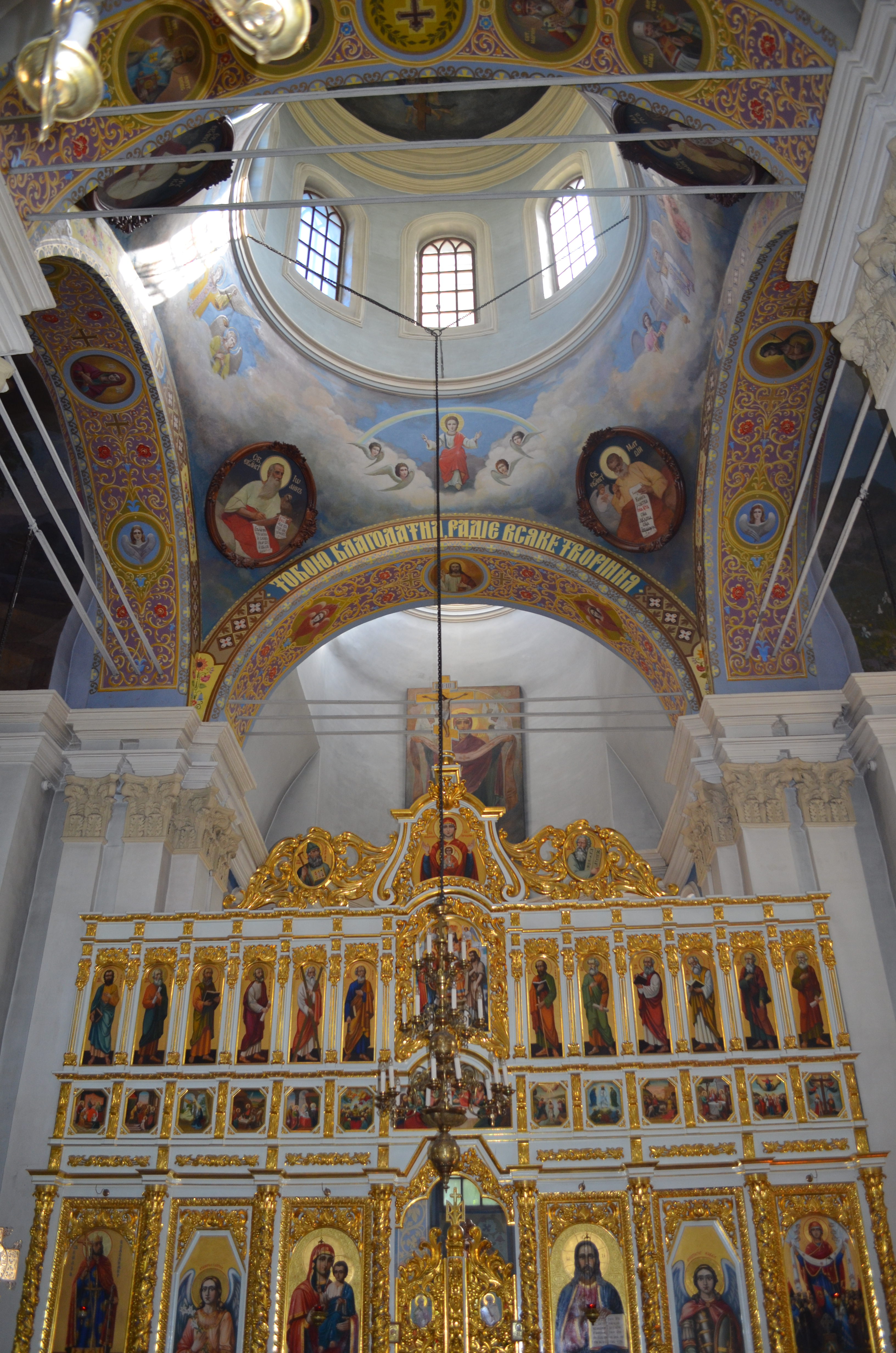
Иконостас
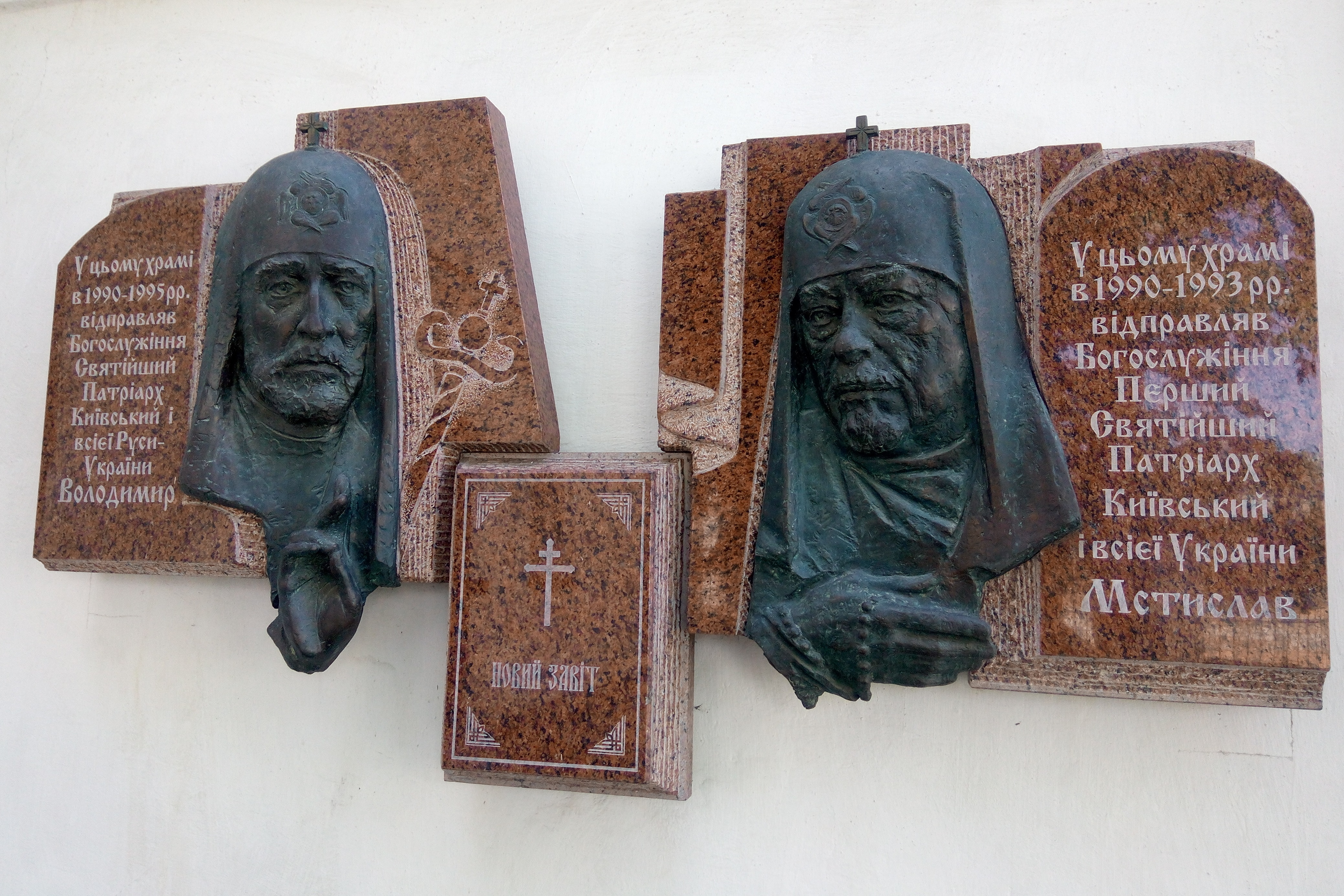
Мемориальная доска патриархам Киевским Мстиславу и Владимиру на фасаде храма

## Прочие сведения
В Покровском храме спасал евреев от нацистов священник Алексей Глаголев — сын протоиерея Александра Глаголева, прототипа персонажа романа «Белая гвардия».
В Покровской церкви после разорения Дивеевской обители большевиками с 1943 года находился образ преподобного Серафима Саровского. Позже икона была вывезена в женский Новодивеевский монастырь близ Нью-Йорка.

## Адрес
- г. Киев, ул. Покровская, 7.